# Большая Городня
Большая Городня — деревня в городском округе Серпухов Московской области. До упразднения в 2018 году Серпуховского района входила в состав Липицкого сельского поселения (до 29 ноября 2006 года входила в состав Липицкого сельского округа).

## Население
| 2002 | 2006 | 2010 |
| ---- | ---- | ---- |
| 136  | ↘120 | ↗136 |

## География
Большая Городня расположена примерно в 44 км (по шоссе) на юго-юго-восток от Серпухова, на запруженной реке Городенка, правом притоке реки Скнига (правый приток Оки), высота центра деревни над уровнем моря — 201 м.

## Современное состояние
На 2016 год в деревне зарегистрировано 4 улицы и 3 садовых товарищества. Большая Городня связана автобусным сообщением с райцентром и соседними населёнными пунктами. 
В 2021 году среди 34 многоквартирных домов в городском округе Серпухов, признанных аварийными и подлежащими к сносу, 8 домов находились в Большой Городне. Событие вызвало общественный резонанс. 